# Ulica Ferhadija (Sarajevo)
Ulica Ferhadija je središnja sarajevska ulica, koja se nalazi na području općina Centar i Stari Grad. Ulica započinje kod Vječne vatre i raskršća s Titovom ulicom, pa sve do Gazi Husrev-begove ulice, odakle se na istok nastavlja ulica Sarači. Na zapadu je omeđena s Trgom oslobođenja -  Alija Izetbegović, a na istoku s Trgom fra Grge Martića. U smjeru istoka se iz nje može doći do znamenite Baščaršije. U blizini je i Gradska tržnica Markale i Ekonomski fakultet Sveučilišta u Sarajeva.
Ulica nosi ime po Ferhad-begu Vukoviću-Desisaliću, bosanskom namjesniku u osmanskom razdoblju.

## Povijest
Ulica Ferhadija počinje kod Vječne vatre i raskršća s Titovom ulicom, pa sve do Gazi Husrev-begove ulice, odakle se na istok nastavlja ulica Sarači. Upravo se negdje pred istočni kraj ulice Ferhadija, u blizini sjevernog ulaza u Gazi Husrev-begov bezistan, nalazi mjesto koje simbolizira susret Istoka i Zapada u Sarajevu. Dio koji pripada općini Centar proteže se od Vječne vatre do Gradske tržnice Markale. 
Ova ulica izgrađena je još u 16. stoljeću. Njen istočni, kraći dio nalazio se u Gazi Husrev-begovoj mahali, formiranoj 1531. godine, dok je njen duži, zapadni dio pripadao mahali Ferhadija, koja je formirana nešto kasnije, oko 1562. godine, kada je građena i istoimena džamija. Ulica je sve do 1928. godine nosila ime Ferhadija, po bosanskom namjesniku Ferhad-begu Vukoviću-Desisaliću, koji je 1561. godine sagradio džamiju u toj ulici. 
Nakon 1928. godine, ova ulica je spojena sa Saračima i nazvana ulicom Prijestolonasljednika Petra, po princu i kasnijem kralju Petru II. Karađorđeviću. Od 1941. do 1945. godine nosila je staro ime Ferhadija, a od 1945. do 1993. godine njeno ime je bilo Vase Miskina Crnog, po narodnom heroju iz Drugog svjetskog rata Vasi Miskinu Crnom. 
Od 1993. godine ponovo nosi ime Ferhadija.

## Vanjske poveznice
- Ulica Ferhadija  Arhivirana inačica izvorne stranice od 10. studenoga 2021. (Wayback Machine)